# Laattaouia
Laattaouia (arabiska: العطاوية) är en stad i Marocko. Den ligger i provinsen El Kelaâ des Sraghna och regionen Marrakech-Safi, 250 km söder om huvudstaden Rabat. Antalet invånare var 30 315 vid folkräkningen 2014.